# Iathrippa varians
Iathrippa varians là một loài chân đều trong họ Janiridae. Loài này được Winkler & Brandt miêu tả khoa học năm 1993.